# King Tubby
Osbourne Ruddock, beter bekend als  King Tubby, (Kingston (Jamaica), 28 januari 1941 - aldaar, 6 februari 1989) was een Jamaicaans producer die veel invloed had op de ontwikkeling van Dub in de jaren 60 en 70 van de twintigste eeuw.
Hij werd op 6 februari 1989 neergeschoten buiten zijn huis in Duhaney park, toen hij terugkwam van een sessie in zijn studio.

## Discografie

### MetAugustus Pablo
- Ital Dub (1974, Starapple/Trojan Records)
- King Tubbys Meets Rockers Uptown (1976, Yard Music/Clocktower Records)
- Original Rockers (1979, Rockers International/Greensleeves Records/Shanachie Records)
- Rockers Meets King Tubbys in a Firehouse (1980, Yard Music/Shanachie)

### Met The Aggrovators
- Shalom Dub (1975, Klik)
- Dubbing in the Backyard (1982, Black Music)

### Met Prince Jammy
- His Majestys Dub (1983, Sky Juice)

### Met Prince Jammy en Scientist
- First, Second and Third Generation of Dub (1981, KG Imperial)

### MetLee "Scratch" Perry
- Upsetters 14 Dub Blackboard Jungle (a.k.a. Blackboard Jungle Dub) (1973, Upsetter Records)
- King Tubby Meets the Upsetter at the Grass Roots of Dub (1974, Fay Music/Total Sounds)
- King Tubby Meets Lee Perry - Megawatt Dub (1997, shanachie)

### Met Bunny Lee
- Dub from the Roots (Total Sounds, 1974, Total Sounds)
- Creation of Dub (1975, Total Sounds)
- The Roots of Dub (a.k.a. Presents the Roots of Dub) (1975, Grounation/Total Sounds)

### Andere samenwerkingen
- Niney the Observer – Dubbing with the Observer (1975, Observer/Total Sounds)
- Harry Mudie – In Dub Conference Volumes One, Two & Three (1975, 1977 & 1978 Moodisc Records)
- Larry Marshall – Marshall (1975, Marshall/Java Record)
- Yabby You – King Tubby's Prophecy of Dub (a.k.a. Prophecy of Dub) (1976, Prophets)
- Roots Radics – Dangerous Dub (1981, Copasetic)
- Waterhouse Posse – King Tubby the Dubmaster with the Waterhouse Posse (1983, Vista Sounds)
- Sly & Robbie – Sly and Robbie Meet King Tubby (1984, Culture Press)

### Compilatiealbums
- King Tubby & The Aggrovators – Dub Jackpot (1990, Attack)
- King Tubby & Friends – Dub Gone Crazy - The Evolution of Dub at King Tubby's 1975-1979 (1994, Blood & Fire)
- King Tubby & The Aggrovators & Bunny Lee – Bionic Dub (1995, Lagoon)
- King Tubby & The Aggrovators & Bunny Lee – Straight to I Roy Head 1973–1977 (1995, Lagoon)
- King Tubby & Scientist – At Dub Station (1996, Burning Sounds)
- King Tubby & Scientist – In a World of Dub (1996, Burning Sounds)
- King Tubby & Glen Brown – Termination Dub (1973-79) (1996, Blood & Fire)
- King Tubby & Friends - Crucial Dub (2000, Delta)
- King Tubby & The Aggrovators – Foundation of Dub (2001, Trojan)
- King Tubby – Dub Fever (2002, Music Digital)
- African Brothers Meet King Tubby – In Dub (2005, Nature Sounds)
- King Tubby - Hometown Hi-Fi (Dubplate Specials 1975-1979) (2013, Jamaican Recordings)
- King Tubby – The Lost Dubs (2018, Griffiths Records)